# Christoph Irenäus
Christoph Irenäus (* um 1522 in Schweidnitz, Herzogtum Schweidnitz; † um 1595 in Buchenbach) war ein lutherischer Theologe und Reformator.

## Leben
Obwohl seine Eltern in bescheidenen Verhältnissen lebten, besuchte er die berühmte Schule Valentin Trozendorfs in Goldberg und ging vermutlich von dort nach Wittenberg. Neben seinem Studium unterrichtete er und war von 1545 bis 1547 Rektor der Schule in Bernburg. Dann empfahl ihn Philipp Melanchthon nach Schweinfurt, er übernahm jedoch die Schule in Aschersleben. Hier heiratete er die Tochter des Superintendenten Petrus Plateanus, ließ sich 1552 von Johannes Bugenhagen ordinieren und übernahm ein Pfarramt. Aus seinen Predigten über das Glaubensbekenntnis erwuchs ein großes Werk, das in streng lutherischem Geiste gehalten war.
Die Grafen von Mansfeld beriefen ihn dann nach Eisleben, wo er mit dem strengen Gnesiolutheraner Cyriacus Spangenberg befreundet war. 1566 wurde er Hofprediger in Weimar. Seinen Einfluss benutzte er, um Anhänger des Matthias Flacius in Kirchen und Universitäten ins Amt zu bringen. Er blieb strenger Verfechter dieser Richtung. Jede Vermittlung, wie sie Martin Chemnitz und Joachim Mörlin unternahmen, lehnte er ab.
Gegen die Einigungsbestrebungen Jakob Andreaes stritt er mit Wort und Schrift. Vergeblich wollte Andreae 1570 mit ihm in Weimar verhandeln. Als die evangelischen Fürsten sich über das Treiben der Flacianer in Thüringen beschwerten und daraufhin Herzog Johann Wilhelm einige von ihnen entlassen musste, wurde er als Superintendent nach Neustadt an der Orla versetzt. Da er auch hier nicht milder auftrat und der Obrigkeit widerstand, musste er schließlich sein Amt verlassen und nach Mansfeld gehen.
Selbst die Theologen von Jena schrieben jetzt gegen ihn. Der Kampf erregte auch die Bürgerschaft. Wie Flacius war auch er seitdem ständig auf Wanderschaft. Bis 1590 soll er noch siebenmal vertrieben worden sein. Selbst in seiner schlesischen Heimat konnte er sich nicht halten. Bald tauchte er in Hessen, bald am Rhein auf. In Franken wurde er von Eberhard von Stetten aufgenommen. Von hier führte er den Kampf gegen Andreae und die Formula Concordiae weiter. Eine persönliche Begegnung mit Andreae ließ den Kampf noch heftiger werden.
Auch die anderen Mitarbeiter an der Formula Concordiae, Martin Chemnitz, Nicolaus Selnecker und Timotheus Kirchner, lehnten ihn scharf ab. Er verfasste einige Erläuterungsbriefe, von denen „der Spiegel des ewigen Lebens“ viel gelesen wurde, verzehrte aber seine Kräfte im Kampf. 1585 war er noch in Horn tätig gewesen und kam gegen 1589 nach Buchenbach an der Jagst, wo er im Verlaufe des nächsten Jahrzehnts verstarb.